# Le Vernet-Chaméane
Le Vernet-Chaméane – gmina we Francji, w regionie Owernia-Rodan-Alpy, w departamencie Puy-de-Dôme. W 2016 roku liczba ludności wynosiła 895 mieszkańców. 
Gmina została utworzona 1 stycznia 2019 roku z połączenia dwóch ówczesnych gmin: Chaméane oraz Vernet-la-Varenne. Siedzibą gminy została miejscowość Vernet-la-Varenne. 